# TNS Infratest
TNS Infratest war von 2004 bis 2014 ein im Bereich Marktforschung tätiges Tochterunternehmen der britischen Marktforschungsfirma Taylor Nelson Sofres und von 2014 bis 2016 eine Marke des neuen TNS-Eigentümers WPP Group. TNS Infratest arbeitete in Deutschland an den Standorten München, Bielefeld, Berlin, Hamburg und Frankfurt. Zu den Kunden von TNS Infratest zählten Großunternehmen und die mittelständische Wirtschaft ebenso wie Ministerien, Behörden oder Einrichtungen der Wissenschaft.
Zu den von TNS Infratest konzipierten und durchgeführten Markt- und Meinungsforschungsprojekten zählten:
- Große Längsschnitterhebungen (Panels) bei Personen, Haushalten und Betrieben, z. B. das Sozio-ökonomische Panel[2]
- Kompetenztests im Bildungsbereich, z. B. PIAAC – Programme for the International Assessment of Adult Competencies[3]
- International vergleichende Befragungen auf europäischer Ebene, z. B. Eurobarometer[4]
- Gesellschaftliche Berichtssysteme, d. h. regelmäßig wiederkehrende Studien zu Spezialthemen wie z. B. ASID – Alterssicherung in Deutschland[5]

Die heute noch unter ihrem Markennamen tätige Tochtergesellschaft Infratest dimap in Berlin ist bekannt durch die Wahlberichterstattung im Auftrag der ARD und die Sonntagsfrage „Wenn am kommenden Sonntag Bundestagswahl wäre… “.
TNS Infratest war Mitglied der Initiative Markt- und Sozialforschung und des Arbeitskreises Deutscher Markt- und Sozialforschungsinstitute (ADM).

## Geschichte
1947 wurde das „Institut zur Erforschung der Wirkung publizistischer Mittel“ an der Universität München von Wolfgang Ernst und Lena-Renate Ernst gegründet. Bereits 1948 begann die kontinuierliche Rundfunk-Hörerforschung, die heute im Rahmen der Funkanalyse Bayern weitergeführt wird. 1949 wurde unter dem neuen Namen „Infratest“ firmiert, 1975 wurden dann selbständige Marktgesellschaften als GmbHs eingetragen. 1980 wurden die europäischen Gesellschaften des US-Marktforschungsinstituts Burke erworben. Mit der Gründung von IBB Infratest Burke Berlin (1990) war Infratest Burke die erste westdeutsche Marktforschungsgesellschaft mit einem eigenen Institut in den neuen Bundesländern. 1996 wurde Infratest dimap (Berlin) mit der Wahlberichterstattung für die ARD beauftragt. 1998 erwarb NFO Worldwide Infratest Burke. Die Umfirmierung zu „NFO Infratest“ erfolgte 2001. Im Jahr 2003 kaufte Taylor Nelson Sofres die NFO. 2004 wurde aus „NFO Infratest“ nun „TNS Infratest“, 2005 wurden dann Infratest und Emnid unter diesem Namen vereinigt.
Von der Umbenennung ausgenommen waren die Bereiche Medienforschung, Politikforschung und Sozialforschung, die weiterhin getrennt unter dem bisherigen Namen TNS Emnid auftraten. Anfang 2013 wurde die TNS Emnid Medienforschung in die TNS Infratest Medienforschung integriert.
Am 29. Januar 2014 wurden die TNS Emnid Medien- und Sozialforschung GmbH, die TNS Infratest Sozialforschung GmbH und die TNS Infratest Forschung GmbH auf die TNS Infratest GmbH verschmolzen. Die TNS Infratest GmbH wurde zur Fortführung der getrennten Marken (TNS Infratest und TNS Emnid) in TNS Deutschland GmbH umbenannt.
Die Muttergesellschaft der TNS Gruppe Deutschland, Taylor Nelson Sofres (London), wurde 2008 von der WPP Group übernommen. Infolgedessen wurde 2009 das zur Kantar Group (der Marktforschungssparte der WPP Group) gehörenden Marktforschungsinstitut Research International (RI) mit TNS Infratest verschmolzen.
2015 kam es zu Razzien beim Callcenter-Betreiber Infratel, an dem TNS Infratest eine Beteiligung hielt. Dabei ging es um den Vorwurf der Hinterziehung von Sozialabgaben im Rahmen einer nicht sachgemäßen Einordnung der Mitarbeiter als Selbständige („Scheinselbständigkeit“).
Seit September 2016 tritt TNS Infratest unter der Marke Kantar TNS auf. Im Januar 2017 folgt die rechtliche Umfirmierung der TNS Deutschland GmbH in die Kantar Deutschland GmbH.

## Kontroverse zum Datenschutz
Im Juli 2008 wurde durch einen bezahlten Interviewer (einen sogenannten Mystery Shopper) von TNS Infratest ein mögliches Datenleck an den Chaos Computer Club (CCC) gemeldet. Der Club hatte in einem anonymen Umschlag URL, Login und Passwort des „Mystery Shoppers“ zugespielt bekommen. Mit diesen Daten war es dem CCC möglich, innerhalb des Portals mittels Manipulation der sog. „Session-Daten“ den Zugriff auf weitere Datensätze anderer „Mystery Shopper“ zu erlangen. Wie der Chaos Computer Club daraufhin bekannt gab, seien, angeblich durch einen Softwarefehler, zum Teil auch sensible persönliche Daten der besagten Personengruppe von TNS Infratest durch Manipulation des Session-Contexts über das Internet zugänglich. Hierzu zählten laut CCC Einkommenskategorien, Kontoverbindungen oder die Nutzung von Kreditkarten. Laut CCC habe TNS Infratest die Seite nach fünf Minuten vom Netz genommen. TNS Infratest hat die Panne inzwischen öffentlich eingeräumt und alle Betroffenen über den Vorfall informiert.

## Ausgewählte Veröffentlichungen
- Werte-Index 2017: Auswertung der Postings deutscher Websites, Communities und Blogs zu den grundlegenden gesellschaftlichen Werten. Erhebung alle zwei Jahre.[22]
- Connected Life: Jährliche Benchmark-Studie zu digitalen Verhaltensweisen und Einstellungen der Konsumenten weltweit.[23]
- Monitoring-Report Wirtschaft DIGITAL: Im Auftrag des Bundesministeriums für Wirtschaft und Technologie (BMWi) jährlich erstellter kostenloser Bericht zum Digitalisierungsgrad der gewerblichen Wirtschaft in Deutschland nach Branchen und IKT-Standort Deutschland im internationalen Vergleich[24]
- D21-Digital-Index 2017 (Weiterentwicklung des (N)ONLINER-Atlas) die Entwicklung der digitalen Gesellschaft in Deutschland[25]
- Zukunftsstudie 2017: Mobilität. Erfüllung. System. - Zur Zukunft der Mobilität 2025+[26]
- SOEP - Sozio-Ökonomisches Panel[27]
- PIAAC – Eine internationale Studie zur Untersuchung von Alltagsfertigkeiten Erwachsener[28]
- Alterssicherung in Deutschland ASID[29]